# Agonit Sallaj
Agonit Sallaj (Gjakova, Kosovo; 12 de febrero de 1992) es un futbolista kosovo-albanés. Juega como defensa y actualmente se encuentra en Neuchâtel Xamax FC de la Challenge League.

## Biografía
Su hermano menor Valmir Sallaj también es futbolista, comparte el mismo equipo Neuchâtel Xamax FC.

## Selección
- Ha sido internacional con la Selección de fútbol de Albania en 1 ocasión sin anotar goles.
- Ha sido internacional con la Selección Sub-21 de Albania en 6 ocasiones sin anotar goles.

## Clubes
| Club                    | País  | Año           |
| ----------------------- | ----- | ------------- |
| Neuchâtel Xamax FC      | Suiza | 2009 - 2011   |
| FC Biel-Bienne (Cedido) | Suiza | 2011 - 2012   |
| FC Fribourg             | Suiza | 2012 - 2013   |
| FC Biel-Bienne          | Suiza | 2013          |
| FC Bulle                | Suiza | 2013-2014     |
| FC Le Mont              | Suiza | 2014          |
| Neuchâtel Xamax FC      | Suiza | 2014-presente |